# Sundarion achantocornus
Sundarion achantocornus är en insektsart som beskrevs av Fonseca och Diringshofen 1969. Sundarion achantocornus ingår i släktet Sundarion och familjen hornstritar. Inga underarter finns listade i Catalogue of Life.